# Dawid Kelhoffer
Dawid Kelhoffer (ur. 18 października 1891 w Borysławiu, zm. 27 października 1926 w Drohobyczu) – żołnierz armii austriackiej, oficer Wojska Polskiego w II Rzeczypospolitej, kawaler Orderu Virtuti Militari.

## Życiorys
Urodził się w rodzinie Markusa i Sali Spinrad. Absolwent Wydziału Prawa Uniwersytetu Jana Kazimierza we Lwowie.
W 1914 powołany do armii austriackiej i w jej szeregach walczył na frontach I wojny światowej.
W listopadzie 1918 wstąpił do odrodzonego Wojska Polskiego. Zweryfikowany w stopniu porucznika, służył w I dywizjonie 18 pułku artylerii polowej. W sierpniu 1920, dowodząc 3 baterią pułku pod Ojrzeniem obronił swój odcinek przed kilkakrotnie silniejszymi oddziałami z bolszewickiej 4 Armii, następnie przeprowadził skuteczny kontratak. Za czyn ten odznaczony został Krzyżem Srebrnym Orderu Virtuti Militari.
Po zakończeniu działań wojennych został zdemobilizowany. Powrócił do Borysławia i został kierownikiem kopalni w miejscowym Zagłębiu. 8 stycznia 1924 został zatwierdzony w stopniu kapitana ze starszeństwem z 1 czerwca 1919 w korpusie oficerów artylerii i przydzielony w rezerwie do 1 pułku artylerii górskiej w Nowym Sączu.
Zmarł w Drohobyczu na skutek wypadku w kopalni. Pochowany na miejscowym cmentarzu żydowskim.

## Ordery i odznaczenia
- Krzyż Srebrny Orderu Virtuti Militari (nr 1692)